# Ribonucléoprotéine
Pour les articles homonymes, voir RNP.
Une ribonucléoprotéine (RNP) est une nucléoprotéine qui contient de l'ARN, c'est-à-dire une association qui combine de l'acide ribonucléique et des protéines ensemble. On en connaît des exemples comme :
- les ribosomes qui synthétisent les protéines à partir de l'ARNm,
- la SRP qui en se liant au ribosome permet l'adressage de la protéine vers la voie Reticulum-golgi,
- la télomérase, une enzyme chargée d'ajouter des télomères à l'extrémité des chromosomes,
- la ribonucléase P (RNase P) est chargée de la maturation des pre-ARNt,
- les Small Nuclear Ribonucleoprotein (snRNP) qui permettent l'épissage des ARNm dans le noyau.

Les anticorps anti-RNP sont associés au syndrome de Sharp et sont également retrouvés chez près de 40 % des patients atteints de lupus érythémateux. Deux types d'anticorps anti-RNP sont étroitement associés au syndrome de Gougerot-Sjögren : les SS-A (Ro) et SS-B (La).
Les RNPs jouent un rôle important dans la réplication du virus de la grippe A, l'ARN viral étant transcrit en ARNm par l'ARN polymérase attachée à la RNP.